# 富山県道377号小杉吉谷線
富山県道377号小杉吉谷線（とやまけんどう377ごうこすぎよしたにせん）とは、富山県射水市と富山県富山市を結ぶ一般県道である。

## 概要
- 始点：富山県射水市青井谷（国道472号交点）
- 終点：富山県富山市婦中町吉谷（国道359号交点）

## 接続する道路

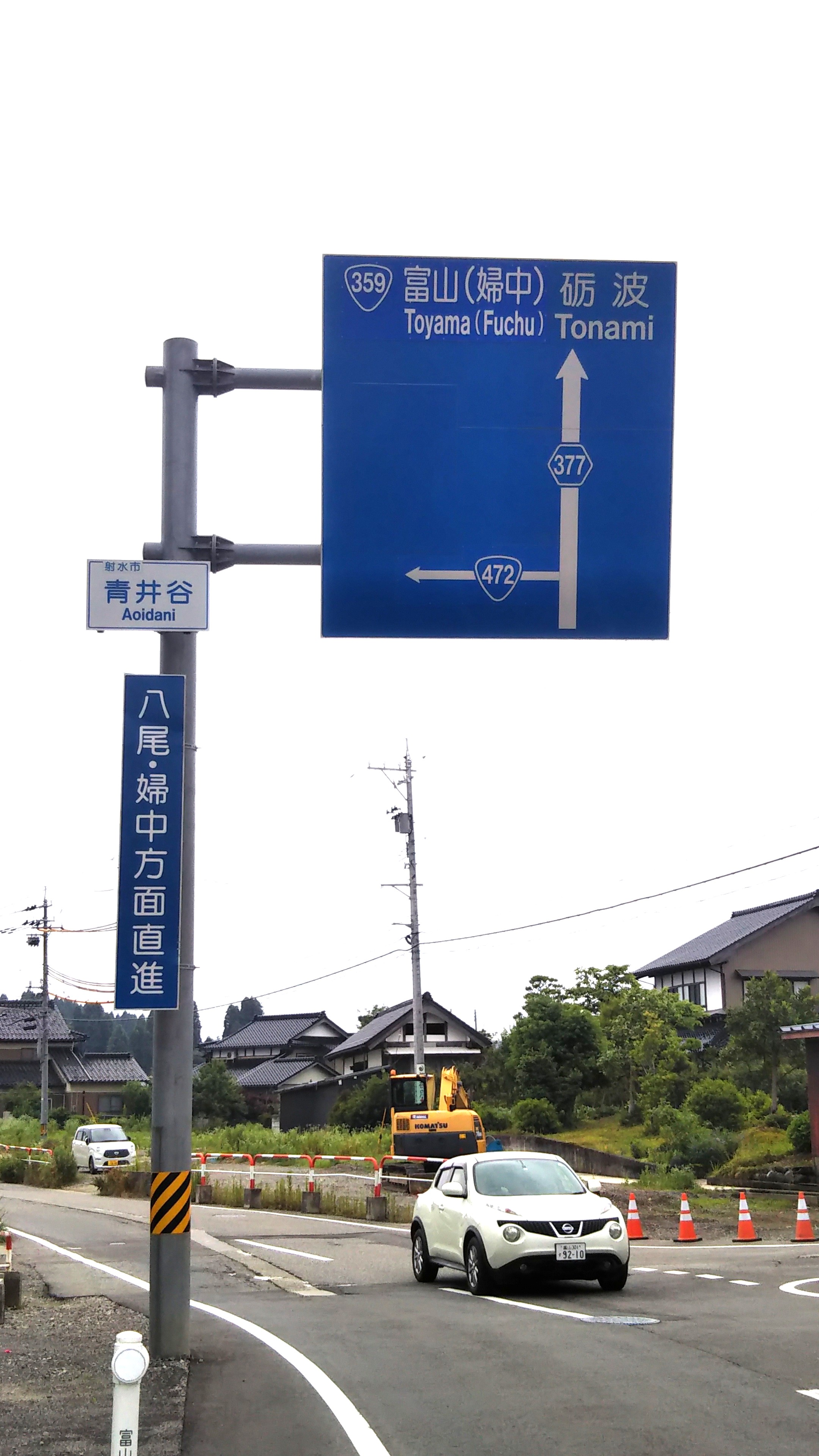
富山県射水市青井谷の起点手前で。婦中・八尾方面への利用者に、狭隘で危険な国道472号への左折を避け、2車線が確保されている小杉吉谷線への直進迂回を促している。

- 国道472号（射水市青井谷、起点）
- 国道359号（富山市婦中町吉谷、終点）